# Tarbek
Tarbek ist eine Gemeinde im Kreis Segeberg in Schleswig-Holstein. Alt-Erfrade liegt im Gemeindegebiet.

## Geografie und Verkehr
Tarbek liegt etwa 22 km östlich von Neumünster in ländlicher Umgebung. Nordwestlich von Tarbek kreuzen sich die Bundesautobahn 21 und die Bundesstraße 430. Von 1911 bis 1961 war Tarbek Bahnstation der Kleinbahn Kiel–Segeberg, deren Gleise bereits 1962 entfernt wurden. Der Grimmelsberg, die fünfthöchste Erhebung im Kreis Segeberg, liegt im Gemeindegebiet nördlich des Dorfes.

## Geschichte

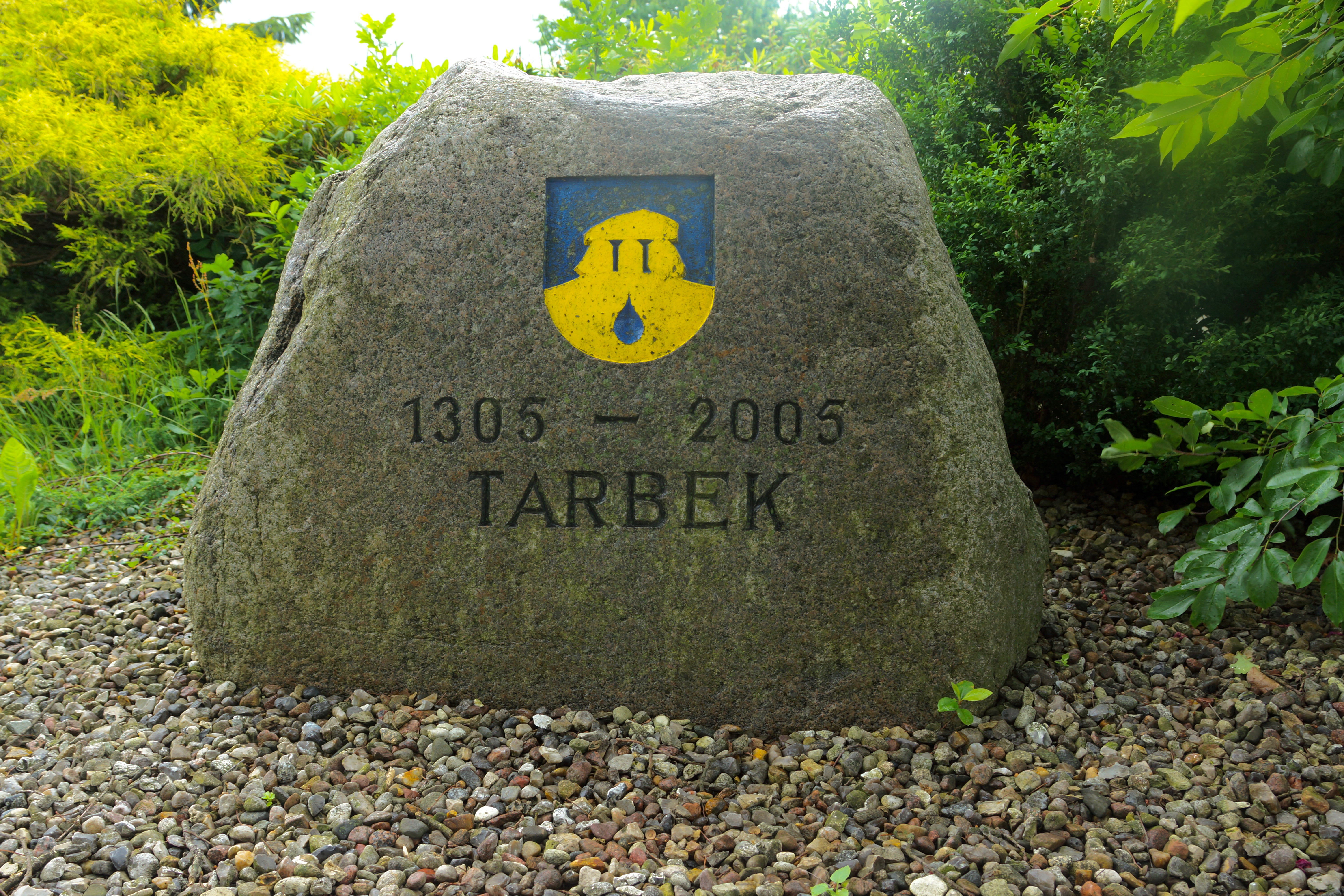
Tarbek 1305–2005

Zahlreiche Hünengräber, darunter der Dolmen von Tarbek deuten auf eine frühgeschichtliche Besiedlung. Tarbek wurde 1305 erstmals als terbecke erwähnt. Der Ortsname bedeutet wahrscheinlich tropfender Bach und bezieht sich auf eine Quelle, die ursprünglich im Ort lag.

## Politik

### Gemeindevertretung
Bei der Kommunalwahl 2023 errang die Wählergemeinschaft Tarbek erneut alle sieben Sitze in der Gemeindevertretung. Die Wahlbeteiligung betrug 63,2 Prozent.

### Wappen
Blasonierung: „In Blau ein goldener, abgeflachter beiderseits leicht eingebogener Hügel, der mit einem goldenen Steingrab bestanden ist. Im Hügel ein großer blauer Tropfen.“

## Gut Alt-Erfrade
Das Gut ist im Besitz der Hansestadt Hamburg und wird landwirtschaftlich genutzt.

## Persönlichkeiten
- Günter Flessner (1930–2016), Politiker (CDU)